# Campeonato Africano de Ginástica de Trampolim de 2024
O Campeonato Africano de Ginástica de Trampolim de 2024 foi realizado de 10 a 11 de maio de 2024 no Fatnassi Multi-sport Hall em Tunis, na Tunísia. O evento serviu como qualificação para os Jogos Olímpicos de 2024. A vaga olímpica foi conquistada por Malak Hamza, do Egito.

## Países participantes
- Argélia
- Egito
- Marrocos
- Namíbia
- África do Sul
- Tunísia

## Medalhistas

### Sênior
| Evento       | Ouro                          | Prata                                       | Bronze                                                                                     |
| ------------ | ----------------------------- | ------------------------------------------- | ------------------------------------------------------------------------------------------ |
| Masculino    |                               |                                             |                                                                                            |
| Individual   | Seifeldeen Ismael             | Jordan Booysen                              | Ayoub Ben Yakhlef                                                                          |
| Sincronizado | Seifeldeen Ismael Ramez Sobhy | Sadjed Bouchama Mohamed Abderrahim M'hamedi | Ayoub Ben Yakhlef Fadi Ahmed                                                               |
| Equipes      | Egito                         | Tunísia                                     | Argélia · Abdelkader Sabour · Redha Messatfa · Noureddine-Younes Belkhir · Abdennour Anneg |
| Feminino     |                               |                                             |                                                                                            |
| Individual   | Malak Hamza                   | Carane van Zyl                              | Ashrakat Ismail                                                                            |
| Sincronizado | Malak Hamza Ashrakat Ismail   | Islem Soussi Nesrine Fadhlaoui              | —                                                                                          |
| Equipes      | Tunísia                       | —                                           | —                                                                                          |

### Juvenil
| Evento       | Ouro                            | Prata                          | Bronze                     |
| ------------ | ------------------------------- | ------------------------------ | -------------------------- |
| Masculino    |                                 |                                |                            |
| Individual   | Omar Farag                      | Hicham Bentaib                 | Ahmed Elshorbagy           |
| Sincronizado | Mohamed Shahin Omar Farag       | Mustapha Garmazi Omar Jouini   | —                          |
| Equipes      | Egito                           | Tunísia                        | —                          |
| Feminino     |                                 |                                |                            |
| Individual   | Jessica Blaauw                  | Lamar Shoeb                    | Galya Bitrou               |
| Sincronizado | Saja Abdelhamid Khadija Mohamed | Jessica Blaauw Hannah Dunaiski | Mariem Touzri Galya Bitrou |
| Equipes      | Egito                           | Tunísia                        | —                          |

## Quadro de medalhas
*   país anfitrião (Tunísia)
| Pos.               | País               | Ouro | Prata | Bronze | Total |
| ------------------ | ------------------ | ---- | ----- | ------ | ----- |
| 1                  | Egito              | 10   | 1     | 2      | 13    |
| 2                  | Tunísia            | 1    | 5     | 4      | 10    |
| 3                  | Namíbia            | 1    | 2     | 0      | 3     |
| 4                  | Argélia            | 0    | 2     | 1      | 3     |
| 5                  | África do Sul      | 0    | 1     | 0      | 1     |
| Total (5 entradas) | Total (5 entradas) | 12   | 11    | 7      | 30    |